# Родовища блоку Абу-Сеннан
Родовища блоку Абу-Сеннан – кілька родовищ вуглеводнів на заході Єгипту, відкритих на території концесійної ділянки Абу-Сеннан.

## Розвідка
Родовища виявлені в межах нафтогазоносного басейну Абу-Ель-Гарадік. Розвідувальне буріння почалось у 2011 році в центральній частині блоку Абу-Сеннан зі спорудження свердловин GPZZ-4 (кількома десятиріччями раніше тут вже вела розвідку на структурі Z єгипетська General Petroleum Company) та Al Ahmadi-1. Вони виявили нафтові та газоконденсатні поклади і прояви вуглеводнів у відкладах крейдового періоду в формаціях Абу-Роаш (туронський горизонт E та горизонт G, який відноситься до того самого турону або сеноману), Бахарія (сеноман) та Харіта (альбський ярус).
На початку 2012-го узялись за розвідку на заході блоку, в районі, який лежить приблизно  посередині між відкритими ще в 1970-1980-х роках великими родовищами Абу-Ель-Гарадік, GPT та GPY (два останні відносяться до проекту нещодавно згаданої General Petroleum Company). В результаті унаслідок спорудження свердловини Al Jahraa-1X виявили родовище Аль-Джахра, оформлений щодо якого гірничий відвід отримав назву Абу-Сеннан-1. Нафтові поклади Аль-Джахра виявились пов’язаними із горизонтами С (так само туронський ярус) та E формації Абу-Роаш.
Того ж 2012 року на північному-сході блоку унаслідок спорудження розвідувальної свердловини El Salmiya-1 виявили ще одне нафтове родовище, гірничий відвід якого отримав назву Абу-Сеннан-2. Свердловина-відкривач була завершена на глибині 3799 метрів у формації Харіта, при цьому комерційний приплив вуглеводнів отримали із горизонтів Абу-Роаш С та E. А в 2013-му році на цьому ж відводі свердловина El Salmiya-2 показала на тестуванні великий приплив нафти із формації Харіта. Ще через рік оціночна свердловина El Salmiya-6 підтвердила потенціал Харіти.
В 2014-му безпосередньо північніше від родовища Ел-Салмія розвідувальна свердловина ASA-1-ST3 виявила нафтове родовище із покладами у горизонтах E та C формації Абу-Роаш, при цьому гірничий відвід отримав назву Абу-Сеннан-3.
Наступного 2015-го на півдні блоку унаслідок спорудження свердловини ASH-1-ST вперше протестували більш глибокі горизонти, при цьому отримали великий приплив легкої нафти із ранньокрейдової формації Алам-ель-Буейб. Оформлений щодо нового родовища відвід відомий як Абу-Сеннан-4.
В 2016-му провели розвідку структури, розташованої неподалік на південний схід від родовища Аль-Джахра. Свердловина Al-Jahra SE-1X виявила тут чергове нафтове родовище, після чого оформили відвід Абу-Сеннан-5. За два роки так само неподалік, але вже південніше від Аль-Джахра спорудили успішну розвідувальну свердловину ASZ-1X, яка виявила нафтовий поклад у горизонті Абу-Роаш С. Оформлений щодо родовища ASZ гірничий відвід має черговий порядковий номер Абу-Сеннан-6.
Станом на кінець 2019 року доведені і ймовірні запаси блоку Абу-Сеннан (тобто без урахування вже видобутої продукції) оцінювались у 11,5 млн барелів нафти та 0,29 млрд м3 газу.
Розвідка на блоці продовжилась на початку 2020-х. Так, в 2021-му свердловина ASD-1X, закладена на північній межі блоку за 12 км на північний схід від родовища Аль-Джахра, відкрила нафтове родовище із покладами у нижній частині формації Бахарія та горизонті Абу-Роаш С. Споруджена на родовищі ASD у 2022-му видобувна свердловина ASD-2 окрім підтвердження продуктивності вже відомих горизонтів також виявила значний (20 метрів) насичений вуглеводнями інтервал у горизонті Абу-Роаш Е. Окрім ASD, у 2021-му успішно завершили ще одну розвідувальну свердловина ASX-1X. Пробурена за 7 км на північ від родовища Аль-Джахра, вона дозволила зробити чергове комерційне нафтове відкриття у все тому ж горизонті Абу-Роаш С.
Розвідувальна кампанія 2022-го року почалась зі спорудження свердловини ASV-1X, яка мала перевірити продуктивність горизонту Абу-Роаш С у новому районі на протилежній, східній стороні блоку. Первісний каротаж не підтвердив наявності покладу у головному цільовому резервуарі, проте остаточні висновки збирались зробити за результатами тестування.

## Розробка
Розробка запасів блоку почалась у 2012 році із рівня у 2200 барелів на добу, при цьому вивіз продукції організували за допомогою автоцистерн до виробничого комплексу General Petroleum Company. Одночасно також отримували 0,1 млн м3 асоційованого газу, причому саме обмеження на спалювання останнього певний час стримували розвиток видобутку, так, в 2014-му його середньодобовий показник склав менш ніж 1900 барелів нафтового еквівалента на добу.
Задля переходу до повноцінної розробки в 2015 році в районі родовища Аль-Ахмаді (тобто у центрі блоку) спорудили установку первинної підготовки газу (відома також як East Abu-Sennan Gas Plant, газопереробний завод Абу-Сеннан-Схід). Для її спорудження обрали варіант із використання обладнання, яке вже було у вжитку та належало державній Egyptian General Petroleum Corporation. Хоча його вік налічував вже 16 років, проте після обстеження та відновлення обладнання змонтували на новому майданчику та успішно ввели в дію. Окрім газу з гірничого відводу Аль-Ахмаді, на установку подали продукцію родовища Ель-Салмія, для чого проклали газопровід із гнучких пластикових труб (Glass Reinforced Epoxy, GRE) довжиною 11 км. Для подальшої видачі газу спорудили трубопровід довжиною 25 км та діаметром 200 мм, що прямує до заводу з вилучення конденсату Абу-Сеннан, який належить General Petroleum Company. Перекачування продукції забезпечує компресорна станція продуктивністю 0,7 млн м3 на добу. Введення в дію установки підготовки газу дозволило вже у 2015 році збільшити середньодобовий видобуток до 6000 барелів нафтового еквівалента на добу.
В 2021 році до установки Абу-Сеннан-Схід за допомогою газопроводу довжиною 21 км під’єднали родовище ASH, таким чином, через установку підготовки газу почала проходити продукція з центральної, східної та південної частини блоку. Водночас, того ж року для видачі газу із західної частини блоку родовище Аль-Джахара за допомогою трубопроводу завдовжки 10 км сполучили із комплексом родовища Абу-Ель-Гарадік (наразі його розробкою займається американська корпорація Apache через Khalda Petroleum Company).
Що стосується нафти, то станом на 2019 рік вона все ще вивозилась автоцистернами до комплексу General Petroleum Company.
З метою підвищення нафтовилучення на пізніше 2019 року на родовищі Аль-Джахраа розпочали проект із підтримки пластового тиску шляхом заводнення.
Серед інших проектів, які реалізували на блоці Абу-Сеннан в межах розробки, варто відзначити спорудження у 2016-му власної електростанції, що дозволило зменшити використання рідкого пального, яке раніше споживали дизельні генератори.

## Інвестори
Станом на 2010 рік інвесторами блоку Дабаа-Південь виступали Kuwait Energy (72%, оператор) та Dover Investments (28%). 
В 2011-му Kuwait Energy продала частку у 22% австралійській компанії Beach Energy Limited, яка в 2016 році поступилась нею британській Rockhopper Exploration. Останню в 2020-му придбала інша зареєстрована у Великій Британії компанія United Oil & Gas.
Що стосується Kuwait Energy, то у 2017-му вона поступилась ще 25% участі на користь компанії GlobalConnect, яку нещодавно створили для здійснення інвестицій в енергетичний сектор на Близькому Сході. Незважаючи на це, Kuwait Energy продовжує залишатись оператором проекту.
За усталеним в Єгипті порядком, розробка відкритих за участі іноземних інвесторів родовищ провадиться через спеціально створені компанії-оператори, якою в цьому випадку є Borg El Arab Petroleum Company (BURAPETCO). 